# Udeni
Udeni – wieś w Rumunii, w okręgu Teleorman, w gminie Sârbeni. W 2011 roku liczyła 542 mieszkańców.